# 仁賀保市
もしかして
- にかほ市

ではありませんか？
 2005年に秋田県仁賀保町、金浦町、象潟町が合併し「にかほ市（にかほし）」が発足。仁賀保市だった期間は存在しない。